# Запис Петронијевића трешња (Парменац)
Запис Петронијевића трешња (Парменац) се налази на парцели чији је власник Радојко Петронијевић.

## Локација
| Општина             | Чачак                                                            |
| Катастарска општина | Парменац                                                         |
| Потес               | Чоковац                                                          |
| Координате          | 43° 52′ 39″ С; 20° 17′ 11″ И / 43.877499999999998° С; 20.2864° И |
| Надморска висина    | 498m                                                             |

## Карактеристике
Дендрометријске вредности утврђене на терену и сателитским снимцима:
| Стабло                     | Трешња |
| Висина стабла              | m      |
| Обим дебла                 | m      |
| Пречник крошње             | 5m     |
| Пречник дебла              | m      |
| Висина дебла до прве гране | m      |

## База записа
Запис је у оквиру Викимедија пројекта "Запис - Свето дрво" заведен под редним бројем 0574.